# FK Železničar Inđija
FK Železničar je nogometni klub iz Inđije, Srijemski okrug, Srbija. Trenutačno se natječe u Srpskoj ligi Vojvodina, trećem rangu srpskog nogometnog sustava.

## Povijest
Klub je osnovan 3. listopada 1933. godine. Klub su osnovali Laza Živković, Marko Stefanović, Živojin Mitić i Stojan Mihajlović.
Od 2004. do 2010. godine klub je prošao kroz teško razdoblje, gdje su ga mnogi željeli ugasiti, no to se nije dogodilo.
FK Železničar godinama se natječe u amaterskim ligama.
FK Železničar je u natjecateljskoj sezoni 2021./22. stekao uvjete da iz Sremske lige (5. rang natjecanja) prijeđe u Vojvođansku ligu Jug u sezoni 2022./23. (4. rang natjecanja). Sljedeće sezone klub zauzima prvo mjesto u Vojvođanskoj ligi Jug, čime klub osigurava plasman u Srpsku ligu Vojvodine. U Srpskoj ligi Vojvodine također je bio prvi, ali je zbog nedobivanja licence klub ostao u Srpskoj ligi Vojvodine.

## Vanjske poveznice
- Profil na srbijasport.net